# Régions historiques de Turquie

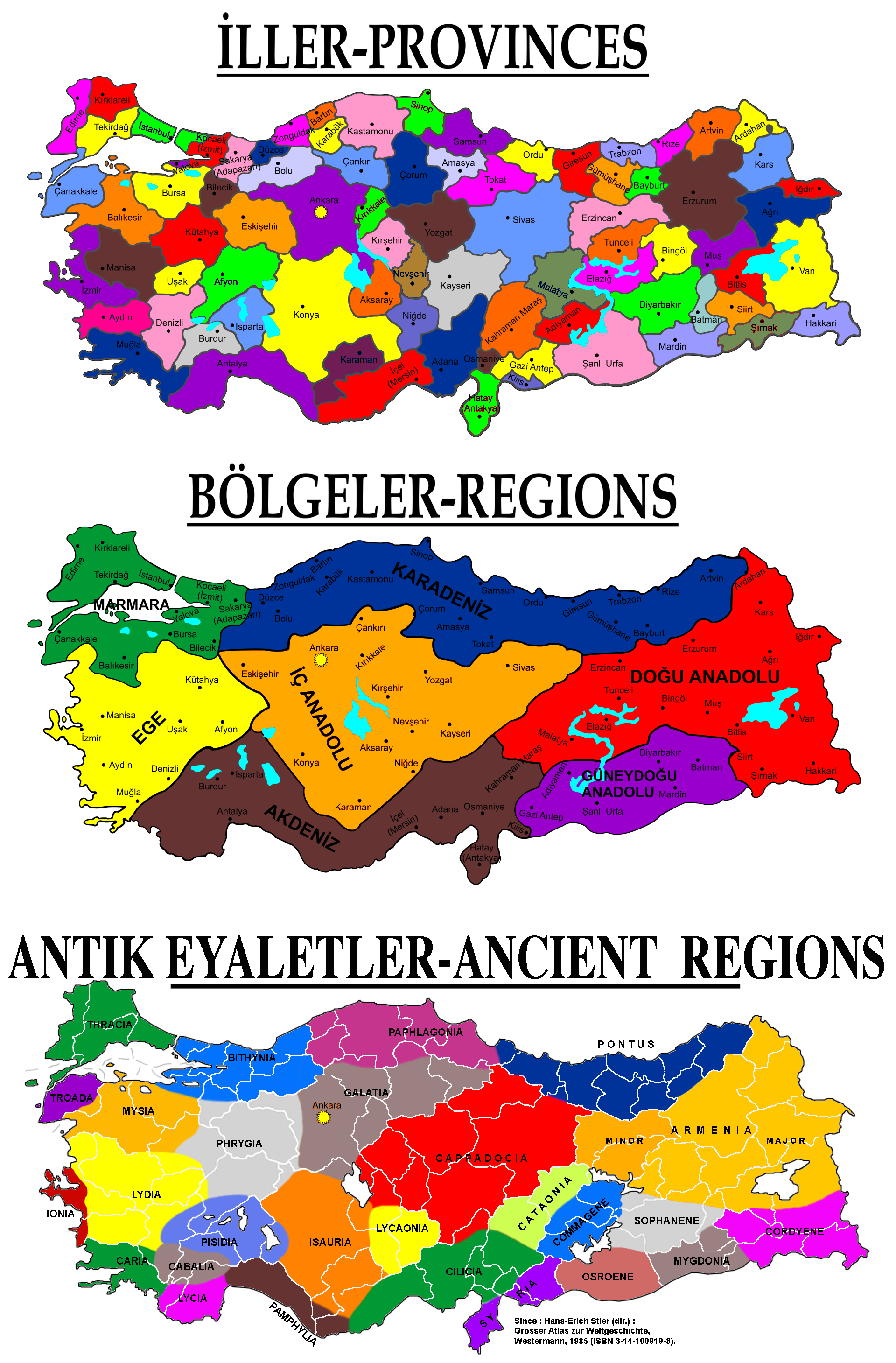
Provinces et régions actuelles, et régions antiques.

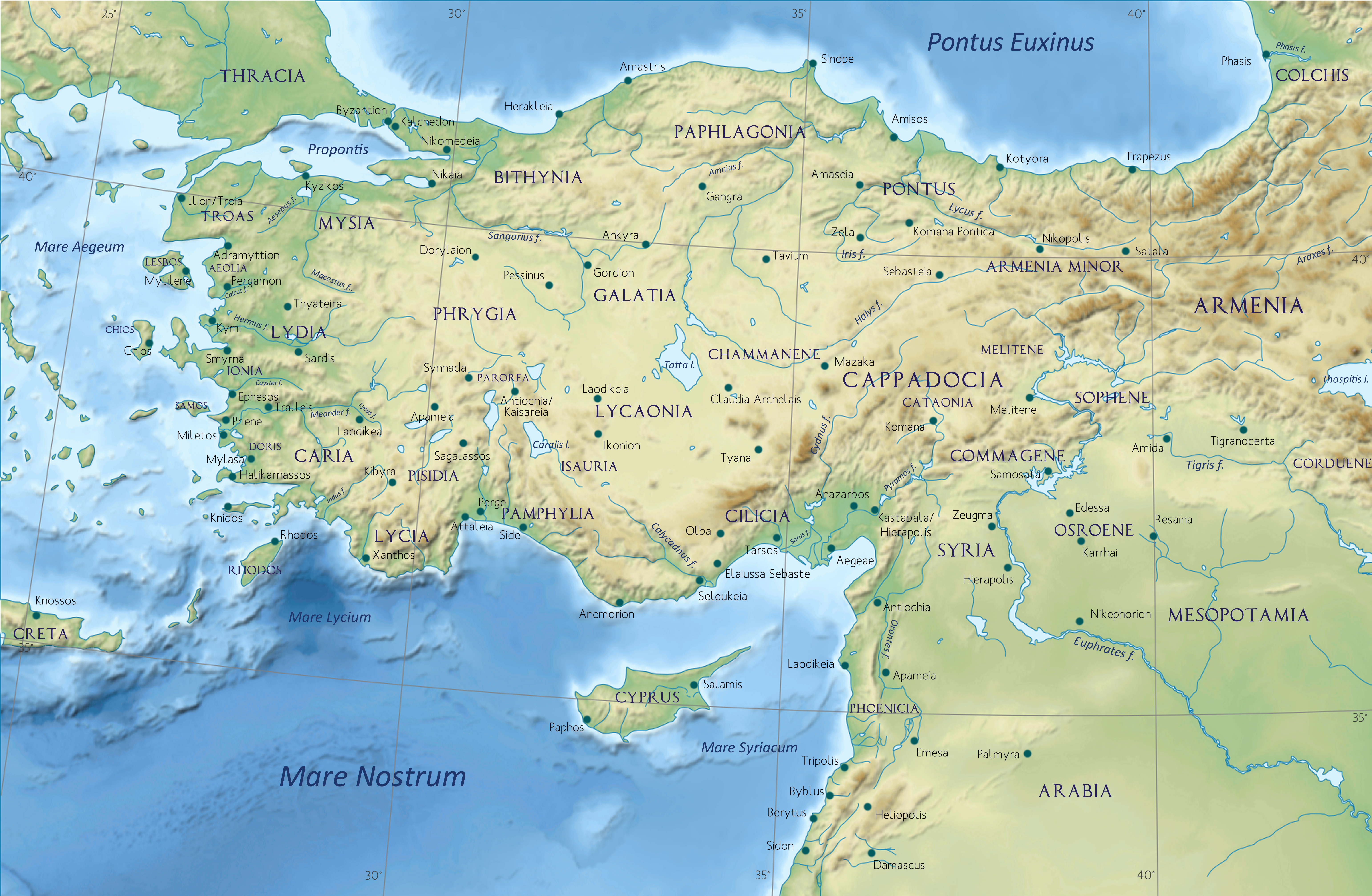
Pays et cités de l'Anatolie durant l'Antiquité classique.

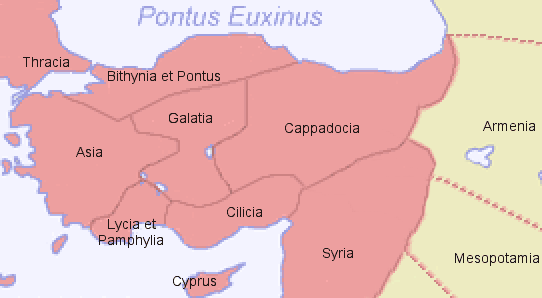
Les provinces romaines vers 250.

Les thèmes en Asie Mineure vers 650.

Les thèmes en Asie Mineure vers 950.

Les thèmes de l'Empire byzantin à la mort de Basile II en 1025.

Carte des beylicats d’Anatolie formés après la Bataille de Köse Dağ.

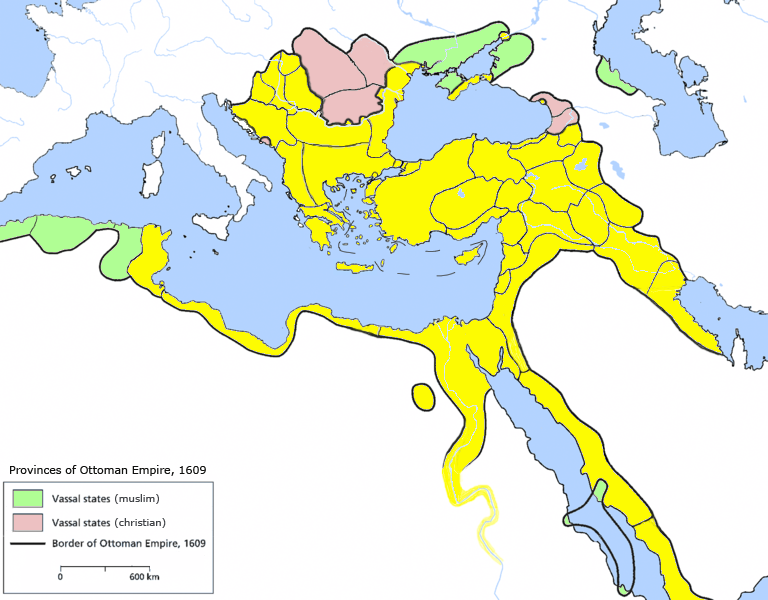
Les provinces de l'Empire ottoman (en jaune) en 1609. Vert : états vassaux musulmans (Tlemcen, Alger, Qacentine, Khanat de Crimée, Sharifat de La Mecque). Rose : états vassaux chrétiens (Raguse, Transylvanie, Moldavie, Valachie, Abkhazie, Kakhétie-Imérétie).

Les régions historiques de Turquie sont les anciens découpages de l'actuel territoire de la Turquie. Le pays a connu six principaux découpages régionaux successifs, chacun ayant évolué au cours du temps :
- les royaumes antiques d'Anatolie ;
- les découpages antiques des dominations perse, hellénistique et romaine ;
- les découpages de l'Empire romain d'Orient (dont les « thèmes ») ;
- les découpages de la période des beylicats qui inaugure la domination turque ;
- les découpages de l'Empire ottoman ;
- les découpages de la république de Turquie.

## Régions antiques
| Nom grec       | Nom latin     | Nom français    | Noms turcs                         |
| -------------- | ------------- | --------------- | ---------------------------------- |
| Μεγαλή Αρμενία | Armenia major | Arménie majeure | Antik büyük Ermenistan             |
| Μικρή Αρμενία  | Armenia minor | Arménie mineure | Antik küçük Ermenistan             |
| Βιθύνια        | Bithynia      | Bithynie        | Bitınya                            |
| Καβαλία        | Cabalia       | Cabalie         | Kabalya                            |
| Καππαδοκία     | Cappadocia    | Cappadoce       | Kapadokya                          |
| Κορδυηνή       | Gordyaea      | Gordyène        | Kürtınya                           |
| Καρία          | Caria         | Carie           | Karya                              |
| Καταωνία       | Cataonia      | Cataonie        | Kataonya                           |
| Κιλικία        | Cilicia       | Cilicie         | Kilikya                            |
| Kομμαγηνή      | Commagene     | Commagène       | Komağenya                          |
| ᾈολίς          | Aiolis        | Éolide          | İyolya                             |
| Γαλατία        | Galatia       | Galatie         | Galatya (Antik Galatülke)          |
| Ιωνία          | Ionia         | Ionie           | İyonya (Batı Anadolu'Yunansömürge) |
| Ισαυρία        | Isauria       | Isaurie         | İsaurya                            |
| Λυκαονία       | Lycaonia      | Lycaonie        | Lıkaonya (Karakurtülke)            |
| Λυκία          | Lycia         | Lycie           | Lıkya (Lısya, Tırmisya)            |
| Λυδία          | Lydia         | Lydie           | Lıdya                              |
| Μυγδονία       | Mygdonia      | Mygdonie        | Mığdonya                           |
| Μυσία          | Mysia         | Mysie           | Mısya                              |
| Όσροηνῆ        | Ostroene      | Osroène         | Osranya                            |
| Παμφυλία       | Pamphylia     | Pamphylie       | Pamfılya                           |
| Παφλαγονία     | Paphlagonia   | Paphlagonie     | Paflagonya (Baflağonya)            |
| Φρυγία         | Phrygia       | Phrygie         | Frıgya (Frığya)                    |
| Πισιδία        | Pisidia       | Pisidie         | Pisidya (Bisidya)                  |
| Πόντος         | Pontus        | Pont            | Pontus (Karadenizülke)             |
| Σωφηνή         | Sophene       | Sophène         | Sofene (Sofanya)                   |
| Θρᾴκη          | Thracia       | Thrace          | Trakya                             |
| Τρωάδα         | Troada        | Troade          | Truviya (Taruşa, Biga Yarımadası)  |

Voir aussi : Liste des noms latins des villes d'Anatolie.

## Thèmes byzantins
Les « thèmes », subdivisions à la fois civiles et militaires, ont été initialement mises en place par l'empereur Héraclius et ont duré jusqu'en  1071 lorsque l'Empire byzantin a perdu l'Anatolie.

## Période des beylicats
La période des beylicats ou des principautés d’Anatolie, se divise en deux périodes :
- la première se situe au XIe siècle lorsque de petits émirats turcs dirigés par un bey s’installent, jusqu’à la domination de la région par le sultanat seldjoukide de Roum ;
- la seconde débute pendant la deuxième moitié du XIIIe siècle lors du déclin du sultanat de Roum : les beylicats les plus puissants résistent jusqu’à la fin du XVe siècle puis sont intégrés à l’empire ottoman.

## Période ottomane
L’empire ottoman met en place sa propre organisation, qu'il remanie plusieurs fois. La mise en place de l'administration s'est déroulée en deux phases:
- la première est liée à la construction de l'Empire et a évolué avec sa montée en puissance ;
- la seconde est due aux vastes -réformes administratives de 1864 et s'est terminée avec la dissolution de l'Empire en 1922.

## République de Turquie
La Turquie est divisée en 7 régions (bölgeler) instituées pour procéder au recensement national mais qui ne sont pas des structures administratives : ce sont les 81 provinces (en turc iller) qui le sont. Chaque province est elle-même découpée en districts (ilçeler), soit un total de 957 districts.